# Anna Russell (botânica)
Anna Russell nasceu em Novembro de 1807, no Arno's Vale, Bristol. É uma dos sete filhos de Philip John Worsley, que foi um refinador de açúcar. Seus familiares eram Unitarianos e vários deles tinham interesses científicos; quando criança foi incentivada por seu interesse por história natural. Inicialmente, ela estudou entomologia (estudo dos insetos), mas depois se dedicou as plantas. Thomas Butler, cunhado de Anna que mais tarde viria a ser o pároco de uma paróquia próxima a Nottingham e pai do romancista Samuel Butler, tinha um forte interesse na área de botânica e pode ter influenciado Anna a perseguir a carreira na área.